# Фоломеев, Борис Андреевич
Борис Андреевич Фоломеев (26 марта 1942 — 19 сентября 2001) — советский и российский археолог, музейный работник, исследователь эпохи бронзы лесной полосы европейской части России, организатор современного этапа археолого-географических работ на территории Государственного музея-заповедника «Куликово поле».

## Биография
В 1959 году, после окончания школы, поступил на работу в Государственный Исторический музей (ГИМ, Москва) на должность лаборанта.
В 1968 году окончил заочное отделение исторического факультета МГУ, где специализировался на кафедре археологии.
Работал в различных отделах ГИМ в должности научного и старшего научного сотрудника музея. С 1978 года работал старшим научным сотрудником ГИМ в отделе археологических памятников, с 1980 года — в отделе истории СССР докапиталистических отношений, где принимал участие в создании археологической экспозиции ГИМ по древнейшему периоду истории России (открыта в 1996 году после окончания многолетней реконструкции здания Исторического музея).
Основное место в научных исследованиях Б. А. Фоломеева занимали поиски и раскопки археологических памятников Средней Оки, в основном в пределах Рязанской области. С 1975 года проводил работы по составлению Свода археологических памятников в Рязанской, Московской, Владимирской, Тамбовской, Липецкой и Тульской областях.
Под руководством Б. А. Фоломеева проводились исследования памятников с «текстильной» керамикой эпохи бронзы европейской части России — раскопки древнейшего укреплённого посёлка эпохи ранней бронзы Шагара-5, могильника Берёзовый Рог в Рязанской области.
Значительный вклад Б. А. Фоломеев внёс также в археологические исследования исторического региона — Куликова поля. С 1982 года он возглавил Окско-Донскую археологическую экспедицию ГИМ, после чего под его руководством началось активное и планомерное археологическое изучение восточной окраины Куликова поля, при этом с самого начала работам был придан комплексный междисциплинарный характер. Б. А. Фоломеев привлёк к исследованиям археологических памятников Куликова поля ряд специалистов-палеогеографов Института географии СССР (РАН), геофизиков геологического факультета МГУ. В дальнейшем это заложило основы многолетнего сотрудничества археологов и представителей естественнонаучных дисциплин в этом регионе.
Разведочным отрядом под руководством Б. А. Фоломеева в 1982—1986 годах обследовались берега Дона и его притоков Мокрой и Сухой Таболы, где были выявлены стоянки каменного века и эпохи бронзы у деревень Куликовка, Екатериновка, Бутырки, Татинки, 27 древнерусских и позднесредневековых селищ.

## Некоторые публикации

### Ежегодник «Археологические открытия»
- Фоломеев Б. А. Охранные раскопки в окрестностях г. Рязани и Клепиковском районе Рязанской области // Археологические открытия 1969 года. — М.: Наука, 1970. — 456 с. — С. 57.
- Фоломеев Б. А. Археологические исследования в Рязанском и Клепиковском районах Рязанской области // Археологические открытия 1970 года. — М.: Наука, 1971. — 472 с. — С. 60-61.
- Фоломеев Б. А. Раскопки стоянки Плещеево III // Археологические открытия 1971 года. — М.: Наука, 1972. — 576 с. — С. 54—55.
- Фоломеев Б. А. Исследования в бассейне Средней Оки // Там же. — С. 68.
- Фоломеев Б. А. Работы в бассейне Средней Оки // Археологические открытия 1972 года. — М.: Наука, 1973. — 520 с. — С. 101.
- Фоломеев Б. А., Чернай И. Л. Работы в бассейне Средней Оки // Археологические открытия 1973 года. — М.: Наука, 1974. — 560 с. — С. 87.
- Хотинский Н. А., Фоломеев Б. А. Исследования в бассейне Средней Оки // Археологические открытия 1974 года. — М.: Наука, 1975. — 580 с. — С. 86.
- Фоломеев Б. А., Сорокин А. П., Стогов В. Е., Трусов А. В., Фролов А. С., Челяпов В. П., Чернай И. Л. Разведки в бассейне Средней Оки // Археологические открытия 1976 года. — М.: Наука, 1977. — 608 с. — С. 76.
- Фоломеев Б. А., Стогов В. Е., Трусов А. В., Челяпов В. П., Чернай И. Л. Работы в бассейне средней Оки // Археологические открытия 1977 года. — М.: Наука, 1978. — 600 с. — С. 91.
- Фоломеев Б. А., Гласко М. П., Свирина А. В., Трусов А. В., Челяпов В. П., Чернай И. Л. Работы в бассейне средней Оки // Археологические открытия 1978 года. — М.: Наука, 1979. — 624 с.. — С. 101.
- Фоломеев Б. А., Трусов А. В., Гаврилов А. Н. Работы в бассейне средней Оки // Археологические открытия 1979 года. — М.: Наука, 1980. — 504 с. — С. 85.
- Фоломеев Б. А., Александровский А. Л., Мошинский А. П., Гоняный М. И., Гласко М. П. Археолого-географические исследования на Куликовом поле // Археологические открытия 1982 года. — М.: Наука, 1984. — 528 с. — С. 94.
- Фоломеев Б. А., Гласко М. П. Работы на Средней Оке // Там же. — С. 95.
- Фоломеев Б. А., Гоняный М. И., Гласко М. П. Работы Окско-Донской экспедиции // Археологические открытия 1983 года. — М.: Наука, 1985. — 600 с. — С. 91.

### Другие издания
- Зайцев А. К., Фоломеев Б. А., Хотинский H. A. Проблемы междисциплинарного изучения Куликова поля // Куликово поле: Материалы и исследования / Труды ГИМ. – Вып. 73. – М., 1990. - С. 4-9.
- Фоломеев Б. А. Шишкинское городище // Древности Оки. — М.: ГИМ, 1994. (Труды Государственного исторического музея. Вып. 85).